# 斯坦利·米德尔顿
斯坦利·米德尔顿FRSL （1919年8月1日– 2009年7月25日）是一位英国小說家。1974年，他獲頒布克奖。  1979年，斯坦利·米德尔顿拒绝接受大英帝国官佐勋章 。他认为自己不過是做了自己的本职工作而已，所以不值得拿這個勛章。 他晚年罹患癌症，并于2009年7月25日在一家疗养院去世。